# 平宗清

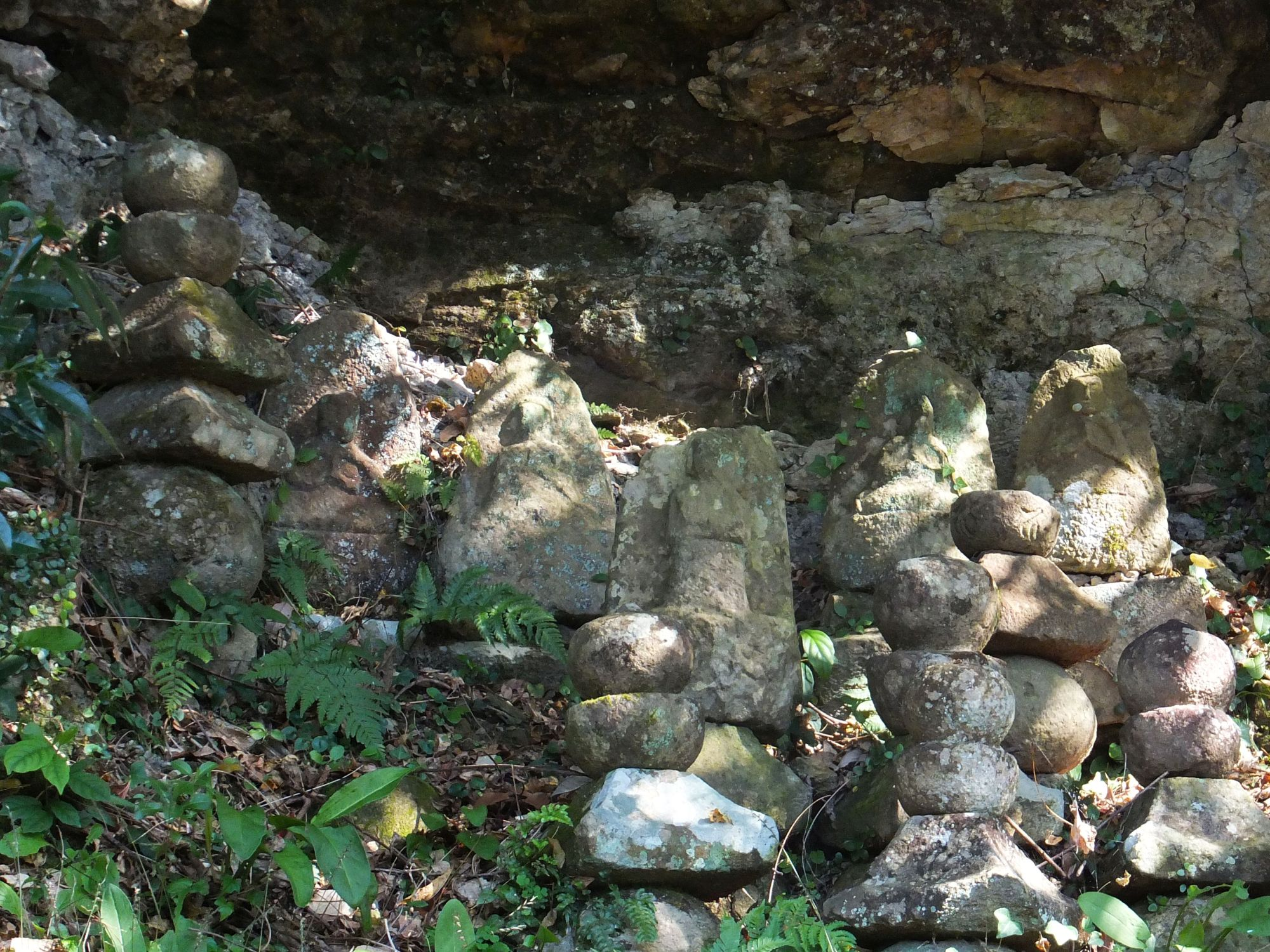
荷坂の五地蔵（和歌山県那智勝浦町）宗清が平敦盛を供養するために建てたと伝わる。

平 宗清（たいら の むねきよ）は、平安時代後期の武将。伊勢平氏の傍流、平季宗の子。

## 略歴
平頼盛の家人であり、頼盛が尾張守であった事から、その目代となる。永暦元年（1160年）2月、平治の乱に敗れ落ち延びた源頼朝を、美濃国内で捕縛し六波羅に送る。この際、頼盛の母である池禅尼を通じて頼朝の助命を求めたという。
仁安元年（1166年）、正六位上で右衛門少尉となり、同3年（1169年）に左衛門権少尉となる。また、後白河院の北面武士となっており、院領であった大和国藤井庄（現在の奈良県山辺郡山添村付近）の預を務めたりもしている。
治承・寿永の乱で平家が都落ちした後の元暦元年（1184年）6月、頼朝は宗清を恩人として頼盛と共に鎌倉へ招いたが、これを武士の恥であるとして断り、平家一門のいる屋島へ向かった。頼朝は頼盛から宗清が病で遅れると聞き、引出物を用意していたが、現れなかった事で落胆している。
子の家清は出家して都落ちには同行せず、元暦元年（1184年）7月に本拠伊勢国で三日平氏の乱を起こすが、鎌倉方に討ち取られている。